# Sophie Monk
Sophie Charlene Akland Monk (London, 1979. december 14. –) ausztrál énekesnő, dalszerző, színésznő, fotómodell, televíziós és rádiós személyiség. Az Egyesült Királyságban született, de a szülei ezután a Gold Coastba Queenslandben költöztek. Tagja volt a Bardot lányegyüttesnek, majd útnak indította önálló pályafutását és kiadott egy szólóalbumot Calendar Girl (2003) címmel. Filmekben is játszott, mint például a Csajozós film (2006), a Távkapcs (2006), a Szex és halál kezdőknek (2007) és a Vakáció a szigeten (2009).

## Pályafutása

### A kezdetek
Monk pályafutása 1999-ben kezdődött, amikor egy hirdetésre jelentkezett, amely a jelentkező lányoktól ének és tánc tapasztalatot kért. A reklám az ausztrál televíziós sorozathoz, a Popstars-hoz keresett jelentkezőket. A cél az volt, hogy a szereplők hozzanak létre egy új, sikeres lányegyüttes. Az egyik meghallgatáson előadta a híres Marilyn Monroe-dal a „Happy Birthday, Mr. President” feldolgozását. Számos forduló után Monkot választották a csoport tagjának.
Az együttes neve Bardot lett, és volt az első ausztrál együttes, mely első helyezést ért el mind a debütáló kislemezzel, a „Poison”-nal 2000 áprilisában, és az önmagáról elnevezett bemutatkozó albumával. A következő kislemez „I Should’ve Never Let You Go” volt és a „These Days” követte, és 2000 augusztusban a csoport megkezdte az első országos turnéját. 2001 júliusában, az együttes megjelentette az „ASAP”-ot, az első kislemezt a második albumról. 2001 októberében a második kislemez, az „I Need Somebody” lett a legsikeresebb a „Poison” után. A második nagylemez Play It Like That aranylemez lett. 2002-ben kiadták az utolsó kislemezt, a „Love Will Find a Way”-t, és a zenekar megkezdte a második országos turnéját. 2002 májusában a zenekar feloszlott.

### Szólóalbum
Nem sokkal ezután a Bardot tagjai szétváltak és Monk megkezdte szólókarrierjét. 2002 októberében kiadta első kislemezt, az „Inside Outside”-ot. A dal elérte a ötödik helyet az ausztrál kislemezlistán és eladott több mint 35 000 példányban kelt el világszerte. 2003 márciusában megjelent következő kislemeze a „Get the Music On”. A dal elérte a tizedik helyet az ausztrál listán. 2003 májusában Monk megjelentette debütáló szólóalbumát, a Calendar Girl-t, ami a kortárs pop és dance elemeket vegyítette klasszikus opera-betétekkel. Az album elérte a 35. helyet az ausztrál albumlistán és vegyes kritikákat kapott. Monk társszerzője volt négy dalnak. 2003 júliusában Monk kiadta harmadik és egyben utolsó kislemezét, az „One Breath Away”-t. A dal elérte a 23. helyet Ausztráliában. 2004-ben Monk elváltak útjaik a Warner Music Group kiadóval.

### Színész
Szinészi karrierje kisebb szerepekkel kezdődött Hollywoodban. 2004-ben a Monk színészként debütált a Natalie Wood rejtélyes élete televíziós filmben, melyben Marilyn Monroe-t játszotta. A Csajozós film-ban a kacér és csábító Andy szerepét alakította, és a forgatás Los Angelesben zajlott 2005 végén. Annak ellenére, hogy rendkívül negatív visszajelzés érkezett, a film sikeres volt: több, mint 8 millió dollárt hozott világszerte. A Távkapcs-ban egy kacér titkárnőt formált meg. 2007-ben Monk feltűnt a Törtetők című televíziós sorozatban egyik epizódjában.
Ugyanebben az évben volt látható Cynthia Roseként a sötét komédiában, a Szex és halál kezdőknek-ben. Monknak ekkor jelent meg először meztelenül a képernyőn. A Vakáció a szigeten című vígjátékban egy buta, törtető és exhibicionista lányt alakított: ebben a szerepében komikai tehetségét tudta megmutatni. A filmnek disztribúciós problémák miatt nagyon hosszú utómunkája volt. 2008 szeptemberében a Monk szerepelt a Sziklák véré-ben.

### Televíziós
2008 szeptemberében a Monk bejelentette, hogy elindítja saját valóság sorozatát Bigger Than Paris címmel. Az első epizódot 2010 januárjában Los Angelesben forgatták. 2010 áprilisában bejelentették, hogy Monk egy különleges vendég műsorvezető lesz a Getaway című televíziós műsorban. Első megjelenése után Monk továbbra is visszatérő szereplő lett a sorozatban.

## Egyéb megjelenések
Gyakran rávilágítanak Monk külsejére. 2012 októberében volt a hetedik helyen „Maxim Australia’s Hot 100” listában. 2003-ban második lett az FHM „100 Sexiest Women” listáján. Megjelent több férfi magazin, többek között a Maxim, FHM, Stuff és Ralph borítóján.
2007 októberében Monk feltűnt egy PETA reklámban, hogy támogassák az emberek vegetáriánus életmódját. Monk sikeres modellkarrierjében. Megjelent számos reklámban, olyan márkákat képviselt, mint például a Diet Vanilla Coke, Pepsi Max, LG Electronics és a Coca-Cola. 2008 augusztusában, Monknak felajánlottak egymillió dollárt Playboy szerepléséért, ami csökkent.

## Magánélete
Sophie Monk 2006-ban kezdődő kapcsolata Benji Maddennel 2008 januárjában véget ért. Monk egyedül tért vissza Ausztráliába, majdnem egy évvel azután, hogy Maddennel szakított. 2011 januárjában Monk bejelentette eljegyzését Jimmy Esebaggel. Néhány hónappal később Monk bejelentette, hogy elválnak.

## Filmográfia

### Filmszerepek
| Év   | Magyar cím                    | Eredeti cím                     | Szerep         |
| ---- | ----------------------------- | ------------------------------- | -------------- |
| 2005 |                               | London                          | Lauren         |
| 2006 | Csajozós film                 | Date Movie                      | Andy           |
| 2006 | Távkapcs                      | Click                           | Stacey         |
| 2007 | Szex és halál kezdőknek       | Sex and Death 101               | Cynthia Rose   |
| 2009 | Vakáció a szigeten            | Spring Breakdown                | Mason Masters  |
| 2009 | Sziklák vére                  | The Hills Run Red               | Alexa          |
| 2009 |                               | Life Blood                      | Brooke Anchel  |
| 2010 |                               | Hard Breakers                   | Lindsay Greene |
| 2011 | Maxiplusz, a legnagyobb római | The Legend of Awesomest Maximus | Princess Ellen |
| 2013 |                               | Dorfman in Love                 | Vronka         |
| 2013 |                               | Spring Break '83                | Brittany       |

### Televíziós filmek és sorozat
| Év   | Magyar cím                   | Eredeti cím                 | Szerep         | Megjegyzések    |
| ---- | ---------------------------- | --------------------------- | -------------- | --------------- |
| 2004 | Natalie Wood rejtélyes élete | The Mystery of Natalie Wood | Marilyn Monroe | televíziós film |
| 2005 |                              | Pool Guys                   | Janet          | televíziós film |
| 2007 | Törtetők                     | Entourage                   | Juliette       | egy epizód      |

### Televíziós műsorok
| Év         | Cím                                | Szerep             | Megjegyzések                    |
| ---------- | ---------------------------------- | ------------------ | ------------------------------- |
| 2000       | Popstars                           | önmaga / versenyző | győztes                         |
| 2010       | Gateway                            | önmaga / újságíró  | hat epizód                      |
| 2011, 2019 | Talkin' 'Bout Your Generation      | önmaga / versenyző | két epizód                      |
| 2012       | The Choice                         | önmaga / versenyző | egy epizód                      |
| 2015       | The Celebrity Apprentice Australia | önmaga / versenyző | negyedik évad, győztes          |
| 2016       | Australia's Got Talent             | zsűritag           | nyolcadik évad                  |
| 2017       | The Bachelorette Australia         | önmaga / versenyző | harmadik évad, The Bachelorette |
| 2018–tól   | Love Island Australia              | műsorvezető        |                                 |
| 2020       | The Masked Singer Australia        | önmaga / versenyző | második évad, szitakötő         |
| 2021       | Beauty and the Geek Australia      | műsorvezető        |                                 |

## Diszkográfia

### Stúdióalbum
| Cím           | Album adatok                                                     | Helyezés         |
| ------------- | ---------------------------------------------------------------- | ---------------- |
| Calendar Girl | - Megjelent: 2003. május 5. - Kiadó: Warner Music - Formátum: CD | 35 (ARIA Charts) |

### Kislemezek
| Cím                | Megjelent         | Helyezés         | Album         |
| ------------------ | ----------------- | ---------------- | ------------- |
| „Inside Outside”   | 2002. október 28. | 5 (ARIA Charts)  | Calendar Girl |
| „Get the Music On” | 2003. március 31. | 10 (ARIA Charts) | Calendar Girl |
| „One Breath Away”  | 2003. július 1.   | 23 (ARIA Charts) | Calendar Girl |